# ادوارد هگر
ادوارد هِگِر (اسلواکی: Eduard Heger؛ زادهٔ ۳ مهٔ ۱۹۷۶) سیاستمدار اهل کشور اسلواکی است که از ۱ آوریل ۲۰۲۱ به عنوان نخست‌وزیر اسلواکی خدمت می‌کند. او قبلاً معاون نخست‌وزیر و وزیر دارایی در کابینه ایگور ماتوویچ بود. هگر یکی از اعضای هیئت رئیسه جنبش پوپولیستی مردم عادی و شخصیت‌های مستقل (OĽaNO) است.